# روس هوكينز
روس هوكينز (بالإنجليزية: Ross Hawkins)‏ هو مجدف جنوب أفريقي، ولد في 28 ديسمبر 1973 في جرميستون في جنوب أفريقيا.

## وصلات خارجية
- روس هوكينز على موقع الاتحاد الدولي للتجديف (الإنجليزية)
- روس هوكينز على موقع اللجنة الأولمبية الدولية (الإنجليزية)
- روس هوكينز على موقع أوليمبيديا (الإنجليزية)